# Astragalus claranus
Astragalus claranus — вид квіткових рослин з родини бобових (Fabaceae). Ареал охоплює такі країни: США (Каліфорнія).

## Середовище
Вид росте на тонких кам'янистих глинистих ґрунтах, що утворюються з вулканічних або серпентинових субстратів. Вид відомий лише з екорегіону внутрішніх чапаралів та лісів Каліфорнії. Висота проживання: 95–320 метрів. Вид перебуває під загрозою через руйнування середовища існування, інвазивні рослини, сукцесію рослинних угруповань, зміну клімату та, можливо, травоїдність. Три відомі субпопуляції зростають у районах з підвищеним ризиком руйнування або зміни середовища існування.

## Біоморфологічний опис
Це тонка однорічна трав'яниста рослина, що виростає до 7–23 см у висоту. Пелюстки білуваті, а прапорець і кіля мають яскраво-пурпурові кінчики. Насіння проростає з жовтня по березень, залежно від кількості опадів, і цвіте з початку березня до травня. Вважається, що вид запилюється комахами, але рослини також можуть самозапилюватися.